# Deborah Fait
Deborah Fait (Trieste, 1º febbraio 1941) è una giornalista italiana naturalizzata israeliana.

## Biografia
È figlia di Euridice Petridis Perlmutter, arrivata in Italia con la famiglia da Praga e di Giovanni Fait, architetto.
Alcuni componenti della sua famiglia furono catturati dai nazisti nel 1943 a Trieste e imprigionati nella Risiera di San Sabba e poi deportati e uccisi nel Campo di concentramento di Auschwitz.
Dopo gli studi superiori frequentò  l'Accademia di belle arti di Brera a Milano. Nel 1963 andò negli Stati Uniti per frequentare un corso di storia presso l'Harvard University. In quel periodo si avvicinò alla sinistra americana dove iniziò a fare politica, partecipando alle lotte per i diritti civili e contro la Guerra del Vietnam. In questo periodo, ebbe anche inizio la sua amicizia con Giovanna Marini, musicologa e folksinger italiana.
Nel 1964 ritornò in Italia, a Trieste e insegnò per un periodo nelle scuole dei profughi giuliano-dalmati. Preparò anche la sua prima mostra di pittura che ebbe un buon successo di critica.
Abbandonò la sinistra, che reputava antiisraeliana e si avvicinò quindi al Partito Radicale.
Nel 1967, durante la Guerra dei sei giorni, partì per Israele per vivere e lavorare in un kibbutz. In quel periodo, entrò a far parte dei gruppi di volontari ebrei che dovevano sostituire nel lavoro i giovani israeliani chiamati al fronte durante la guerra. Nel 1969 tornò in Italia e partecipò alla contestazione studentesca.
Dopo varie esperienze, nel 1972 si stabilì a Bolzano dove nacque il suo unico figlio Aaron. Rifiutò l'idea del matrimonio. Lavorò presso la Ferrovia del Renon. Nell'azienda era compresa anche la funivia e il trenino del Renon oltre alla funicolare della Mendola e tutti i servizi automobilistici dell'Alto Adige.
A Bolzano si occupò di sindacato e si impegnò attivamente nelle lotte civili e femministe dedicandosi alla lotta contro l'antisemitismo, alla conoscenza del vero spirito del sionismo e all'amore per Israele; si batté in prima linea, con i radicali, per i referendum sul divorzio e l'aborto.
Negli anni settanta venne nominata Vicepresidente della Comunità Ebraica di Merano e nel 1989, insieme al Presidente della Comunità, fondò l'Associazione Italia-Israele del Trentino-Alto Adige, di cui diventò Presidente.
È stata anche Presidente nazionale della Federazione Italia-Israele fino al 1995,  dando vita a campagne internazionali per la liberazione di Ron Arad e lavorando attivamente alla conoscenza della realtà israeliana.
Nel 1995 decise di trasferirsi in Israele. Oggi continua la sua campagna per l'informazione, scrive per la testata web Informazionecorretta.com e per vari giornali e collabora con associazioni di amicizia per Israele. Per la sua attività di informazione viene spesso intervistata dai media israeliani ed italiani e ha frequenti rapporti con politici e organizzazioni israeliane.